# María del Refugio García
María del Refugio García, född 1898, död 1970, var en mexikansk rösträttsaktivist. Hon spelade en ledande roll inom rörelsen för rösträtt för kvinnor i sitt land.